# Molecular Structure of Nucleic Acids: A Structure for Deoxyribose Nucleic Acid
Molecular Structure of Nucleic Acids: A Structure for Deoxyribose Nucleic Acid (signifiant Structure moléculaire des acides nucléiques : une structure de l'acide désoxyribonucléique) est un article publié par Francis Crick et James D. Watson dans la revue scientifique Nature (171e volume, pages 737–738), datée du 25 avril 1953. Il s’agit d'une des deux premières publications décrivant la découverte de la structure en double-hélice de l’ADN, conjointement avec l'article Molecular Configuration in Sodium Thymonucleate de Rosalind Franklin et Raymond Gosling, paru dans le même numéro de Nature. Pour de nombreux historiens, l'étude de  Francis Crick et James D. Watson n'a pu paraître que grâce à la connaissance qu'ils ont eu, à l'insu de Rosalind Franklin, de ses travaux, bien qu'il y ait des désaccords sur la part dont elle et Gosling auraient dû être crédités. Cette découverte a eu un impact majeur en biologie et notamment en génétique.